# Tommy Docherty
Pour les articles homonymes, voir Thomas Docherty et Docherty.
Thomas Henderson Docherty, plus connu sous le nom de Tommy Docherty, né le 24 avril 1928 à Glasgow (Écosse) et mort le 31 décembre 2020, était un footballeur et entraîneur écossais. En tant que joueur, il a notamment évolué à Preston North End et en équipe nationale d'Écosse.
Docherty a marqué un but lors de ses vingt-cinq sélections avec l'équipe d'Écosse entre 1951 et 1959. Il fait partie du Scottish Football Hall of Fame, depuis 2013, lors de la dixième session d'intronisation.

## Biographie
Né à Shettleston Road dans l'est de Glasgow en 1928, Docherty a commencé sa carrière de joueur en rejoignant le club de football junior de Shettleston. Le tournant dans sa carrière de joueur intervient en 1946 quand il est appelé pour le service national dans l'infanterie légère de Highland. Tout en terminant son service national, Docherty a représenté l'armée britannique au football. Lors de sa démobilisation, on lui propose un contrat avec le Celtic en 1947. Docherty dira plus tard que Jimmy Hogan, l'entraîneur du club, aura été celui qui l’aura le plus influencé. 
En novembre 1949, après avoir passé plus de deux ans au Celtic, il s'installe en Angleterre et rejoint Preston North End. Avec les Lilywhites, il remporte le titre de deuxième division en 1951 et se qualifie pour la finale de la FA Cup 1954. Au total, Docherty a fait près de 300 apparitions pour le club. Il a quitté Deepdale en août de la même année pour rejoindre Arsenal pour 28 000 £. Avec les Gunners, il fait 83 apparitions, marquant une fois. Il part ensuite jouer pour Chelsea où il met fin à sa carrière en 1962.

## Carrière
- 1947-1949 : Celtic
- 1949-1958 : Preston North End
- 1958-1961 : Arsenal
- 1961-1962 : Chelsea

## Carrière d'entraineur
- 1961-1967 : Chelsea
- 1967-1968 : Rotherham United
- 1968 : Queens Park Rangers
- 1968-1970 : Aston Villa
- 1970-1971 : FC Porto
- 1971 :  Écosse (Adjoint)
- 1971-1972 :  Écosse
- 1972-1977 : Manchester United
- 1977-1979 : Derby County
- 1979-1980 : Queens Park Rangers
- 1981 : Sydney Olympic
- 1981-1982 :  Preston North End
- 1982-1983 :  South Melbourne
- 1983 : Sydney Olympic
- 1984-1985 : Wolverhampton Wanderers
- 1987-1988 : Altrincham

## Palmarès

### En équipe nationale
- 25 sélections et 1 but avec l'équipe d'Écosse entre 1951 et 1959.